# ツルハビルディング
北彩都ツルハビルディングは、北海道旭川市宮下通に所在する複合商業施設である。

## 概要
旭川市はツルハ発祥の地であり、そのJR旭川駅前に建設された。1階に入居するツルハドラッグは店舗面積が2,272m2とドラッグストアでは最大規模であり、地元客や国内外の観光客、同ビル内のホテル宿泊客といった幅広い客層をターゲットとした品揃えとなっている。
ツルハグループが商業ビルを運営するのは初めてであり、ビル運営の実績を重ね、他都市での展開も検討されている。2021年9月には旧西武百貨店旭川店跡に2棟目となる「ツルハ旭川中央ビル」を竣工させている。

## 入居施設

### 主要テナント
1F
- 旭川駅前バスタッチ 総合案内所
  - 旭川電気軌道総合案内所
  - 道北バス旭川駅前営業所[注 2]
- ツルハドラッグ旭川駅前店 - 店舗面積：2,272m2[1][2]
- 乃が美はなれ旭川店

2F
- エステティックTBC旭川駅前店
- 駅前留学NOVA旭川校

3-12F
- ワイズホテル旭川駅前

## 周辺
- 北海道旅客鉄道（JR北海道）函館本線・宗谷本線・富良野線旭川駅
- 旭川駅前バスタッチ
- イオンモール旭川駅前・JRイン旭川
- 平和通買物公園
- ホテルルートインGrand旭川駅前
- 北彩都病院